# Kupid (księżyc)
Opis planetoidy o podobnej nazwie znajduje się w artykule (763) Cupido
Kupid (Uran XXVII) – mały wewnętrzny księżyc Urana. Został odkryty przez Marka Showaltera i in. w 2003 roku przy pomocy teleskopu Hubble’a. Księżyc ten był zbyt mały i ciemny, by mogła go wykryć sonda Voyager 2 podczas swojego przelotu obok Urana.
Orbita Kupida jest bardzo podobna do orbit innych ciał z grupy Porcji. Jako że księżyc ten jest bardzo mały, oddziaływania innych księżyców mogą spowodować w przyszłości wytrącenie go z obecnej orbity.
Nazwa pochodzi od Kupidyna – rzymskiego boga miłości, który pojawia się w sztuce Williama Szekspira pt. „Tymon Ateńczyk”.